# 24 heures (Suiza)
24 heures (literalmente, "24 horas") es un periódico suizo de lengua francesa, publicado por Tamedia en Lausana, Vaud. Fundado en 1762 como una hoja de anuncios y comunicaciones oficiales, es el periódico más antiguo en el mundo con la publicación ininterrumpida.

## Fundación
24 heures fue fundado en 1762 por François Duret como la cabecera Annonces et avis divers, una hoja de anuncios clasificados y comunicaciones oficiales como muchas otras en aquel tiempo. Más tarde adoptó el nombre de Feuille d'avis de Lausanne, integrando una moderna sección de noticias a partir del 16 de diciembre de 1872. El periódico adoptó su nombre actual un siglo más tarde, en 1972.

## Cambio de nombre
Desde el 25 de febrero de 2005, el periódico tiene 4 ediciones, con secciones específicas para cada área del cantón:
- Lausana y su área
- Nord Vaudois-Broye
- La Côte
- Riviera-Chablais

Las secciones de Nord Vaudois-Broye y Riviera-Chablais sustituyeron a diarios anteriores del grupo, con el nombre La Presse Riviera-Chablais y La Presse Nord Vaudois.
El periódico comparte algunos de sus contenidos con el diario Tribune de Genève, periódico del grupo Tamedia para el Cantón de Ginebra.
En 2006 la circulación de 24 heures fue de 95,315 ejemplares de media. En 2017, el periódico tuvo una circulación de 55,147 ejemplares.